# Classe Island
La classe Island est une classe de bateaux de patrouille de police opérée principalement par la MoD Police et les Royal Marines. Ils sont chargés de protéger les navires de la Royal Navy de grande valeur, tels que les sous-marins de la classe Vanguard. Les Royal Marines possèdent notamment le Mull et le Rona, qui étaient à l'origine des bateaux de la police du MoD, transférés aux Royal Marines en 2013. Les rôles du Rona et du Mull sont interchangeables, ils peuvent ainsi être utilisés à la fois par les RM et par le MDP. Les RM possèdent également un troisième navire appelé Eorsa,.

## Caractéristiques
Le navire de patrouille de classe Island a les caractéristiques suivantes:
- Poids (plein): 20,000 kg (20 tonnes)
- Longueur: 14,9 m
- Largeur: 4,6 m
- Vitesse: 33 noeuds
- Endurance: Au-delà de 275 milles marins (509,3 km)
- Équipage: 3
- Armement: supports d'armes légères

## Flotte actuelle
MoD Police
- Gigha (Portsmouth Marine Unit)'
- Iona
- Skye
- Lismore
- Barra
- Harris
- Lewis (Portsmouth Marine Unit)
- Jura

Royal Marines
- Mull
- Rona
- Eorsa